# Hiliweto Gido
Hiliweto Gido is een bestuurslaag in het regentschap Nias van de provincie Noord-Sumatra, Indonesië. Hiliweto Gido telt 2369 inwoners (volkstelling 2010).